# Summer Vibe (minialbum)
Summer Vibe – drugi minialbum południowokoreańskiej grupy Viviz, wydany 6 lipca 2022 roku przez wytwórnię BPM Entertainment. Płytę promował singel „Loveade”.

## Lista utworów
| CD | CD                | CD                                                           | CD                                                             | CD                                               | CD      |
| Nr | Tytuł utworu      | Tekst                                                        | Kompozycja                                                     | Aranżacja                                        | Długość |
| -- | ----------------- | ------------------------------------------------------------ | -------------------------------------------------------------- | ------------------------------------------------ | ------- |
| 1. | „Loveade”         | Hwang Yu-bin, Deez (Soultriii & Amplified), Saay (Soultriii) | Deez (Soultriii & Amplified), Saay (Soultriii)                 | Deez (Soultriii & Amplified)                     | 3:38    |
| 2. | „Siesta”          | Lee Seu-ran                                                  | Tommy Park, Antti Oikarinen, Andreas Öberg, Maria Marcus       | Antti Oikarinen, Tommy Park                      | 2:59    |
| 3. | „Party Pop”       | Jo Yoon-kyung                                                | Caroline Gustavsson, Joe Chen, Avenue 52                       | Joe Chen                                         | 3:18    |
| 4. | „Love Love Love”  | C'Sa                                                         | Dani, C'Sa                                                     | Dani                                             | 3:23    |
| 5. | „#Flashback”      | Ellie Suh (153/Joombas)                                      | Deez (Soultriii & Amplified), Daniel "Obi" Klein, Charlie Taft | Deez (Soultriii & Amplified), Daniel "Obi" Klein | 3:25    |
| 6. | „Dance” (kor. 춤) | Hwang Hyun (MonoTree)                                        | Hwang Hyun (MonoTree), Elijah Baker                            | Hwang Hyun (MonoTree), Elijah Baker              | 3:15    |

## Notowania
| Lista                        | Pozycja |
| ---------------------------- | ------- |
| South Korean Albums (Circle) | 8       |
| Japanese Albums (Oricon)     | 45      |